# Twiggy
Pour les articles homonymes, voir Lawson.
Twiggy, aussi connue sous le nom de Twiggy Lawson, et depuis 2019, Dame Twiggy Lawson, née Lesley Hornby le 19 septembre 1949, est un mannequin et une actrice et chanteuse britannique. 
Elle est connue pour être un emblème des années 1960 et un des mannequins les plus célèbres des  Sixties ayant popularisé la mini-jupe. Twiggy a joué dans plusieurs films, comédies musicales et pièces de théâtre et a fait partie du jury de l'émission America's Next Top Model de 2005 à 2007.

## Enfance
Twiggy Lawson est née dans la banlieue londonienne de Neasden. Elle est la fille de William Norman Hornby, maître menuisier, et de Lydia « Helen » Reeman, ouvrière dans une imprimerie et caissière de supermarché,.

## Carrière de mannequin
Nigel Davies remarque Lesley Hornby en 1966 alors qu'elle travaille dans un salon de coiffure. Elle a moins de seize ans et pèse à peine 41 kg. Il devient son petit ami et son manager sous le nom de Justin de Villeneuve. Il la renomme Twiggy (de « twig », brindille). Par une succession de hasards, elle se fait remarquer par une journaliste de mode du Daily Express et se fait photographier par Barry Lategan. Elle débarque à New York en mars 1967 et fait la couverture du Vogue France en mai, photographiée par Henry Clarke. Souvent associée aux créations de Mary Quant, Twiggy devient rapidement très connue dans le monde de la mode comme une figure emblématique du Youthquake et du Swinging Sixties au même titre que Jean Shrimpton. Elle pose dans Elle, fait une série de photos pour Diana Vreeland dans Vogue US. Alors qu'à cette époque la tendance était aux mannequins charnus avec des coupes de cheveux féminines classiques, Twiggy avait une apparence androgyne.

## Après le mannequinat
Après quatre ans de mannequinat, Twiggy décide de se retirer du monde de la mode car « on ne peut pas servir de cintre toute sa vie ». Elle commence alors à faire du cinéma et de la musique, jouant notamment dans la version cinématographique de la comédie musicale de Sandy Wilson, The Boy Friend, qui lui permit de remporter deux Golden Globe Award. Plus tard, elle a joué dans plusieurs autres films et pièces de théâtre.
Twiggy épouse l'acteur américain Michael Witney en 1971 et a une fille, Carly, née en 1978. Michael Witney meurt d'un infarctus en 1983. Elle se remarie en 1988 avec l'acteur Leigh Lawson rencontré sur le plateau du film Madame Sousatzka. Ils vivent à Londres.
Twiggy est membre du jury de l'émission America's Next Top Model depuis 2005. Elle a aussi repris le mannequinat pour une campagne de publicité pour la chaîne de magasins britannique Marks & Spencer.
En 2015, elle devient égérie de la marque de cosmétiques L'Oréal.
Elle est anoblie avec le titre de Dame en décembre 2018.

## Filmographie
- 1971 : The Boy Friend de Ken Russell  :  Polly Browne
- 1974 : W de Richard Quine : Katie Lewis
- 1980 : Les Blues Brothers de John Landis  :  Twiggy (la femme à la jaguar)
- 1985 : Le Docteur et les Assassins (The Doctor and the Devils) de Freddie Francis : Jenny Bailey
- 1986 : Club Paradis (Club Paradise) de Harold Ramis
- 1993 : Petits Cauchemars avant la nuit (Body Bags) de John Carpenter : Cathy
- 1994 : Une nounou d'enfer : Jocelyn Sheffield (saison 1, épisode 17)

## Hommages dans la chanson
Plusieurs artistes mentionnent Twiggy dans leurs chansons :
- Les 5 Gentlemen, groupe français des années 1960 avec Twiggy, chanson qui résume assez bien l'ascension de Twiggy[6] : « sur toutes les pages des plus grands magazines on te voit ; et nos poupées se maquillent et s'habillent comme toi […] Petite princesse au Royaume des Cover-Girls, dans tes grands yeux tristes on devine que tu pleures [...] Quand on leur dit ton histoire et qu'ils voient ton succès, tous les modèles de la mode voudraient bien t'imiter […] Petite princesse combien de temps vas-tu plaire ? »
- Les Spice Girls dans Lady is a Vamp (de leur album Spiceworld) : « Sixties, Twiggy set the pace / Way back then she had the face ».
- Les japonais de Pizzicato Five avec leur chanson Twiggy Twiggy.
- Jeordie White, le bassiste de Marilyn Manson, a emprunté le nom de Twiggy pour l'accoler avec le nom de famille du tueur en série Richard Ramirez afin d'en faire son nom de scène : Twiggy Ramirez, selon le même principe que la plupart des membres du groupe.
- Laurent Voulzy dans Mary Quant (Ecoutez ! C'est Twiggy qui passe…)
- Twiggy apparaît sur la pochette du disque Pin Ups, en 1973, aux côtés de David Bowie, photographiés par Justin de Villeneuve (en).
- Theme For Twiggy joué par le groupe Grapefruit en 1968.